# Wittgendorf (Turingia)
Wittgendorf è una frazione della città tedesca di Saalfeld/Saale.

## Storia
Nel 2018 il comune di Wittgendorf venne aggregato alla città di Saalfeld/Saale.